# ديف غيليت
ديف غيليت (بالإنجليزية: Dave Gillett)‏ هو لاعب كرة قدم بريطاني، ولد في 2 أبريل 1951 في إدنبرة في المملكة المتحدة. لعب مع نادي كرو ألكساندرا ونادي هيبرنيان.